# Zoltán Verrasztó
Zoltán Verrasztó [ˈzoltaːn ˈvɛrːastoː] (* 15. März 1956) ist ein ehemaliger ungarischer Schwimmer.
Bei den Olympischen Spielen 1980 in Moskau gewann er die Silbermedaille über 200 m Rücken und die Bronzemedaille über 400 m Lagen. Außerdem wurde er in seiner Laufbahn Welt- und Europameister über 200 m Rücken.
Seine jüngere Schwester Gabriella war ebenfalls Olympiateilnehmerin im Schwimmsport.